# Ole Skouboe
Ole Skouboe (Gjørup, 6 settembre 1949) è un allenatore di calcio ed ex calciatore danese, di ruolo attaccante.

## Carriera

### Giocatore

#### Club
Skouboe cominciò la carriera con la maglia dello Horsens. Passò poi allo Hvidovre, squadra con cui vinse il campionato 1973. Successivamente tentò delle esperienze all'estero: prima agli svedesi dell'Helsingborg, poi ai greci dell'Aris Salonicco e agli statunitensi dello Houston Hurricane.
Tornò poi in patria, al Kolding. Seguirono le avventure al Vejle e allo Skovbakken. Tornò poi negli Stati Uniti, ai Fort Lauderdale Strikers, prima di emigrare nelle Isole Fær Øer, precisamente allo HB Tórshavn. Dopo un'altra stagione all'Aris Salonicco, chiuse la carriera con la maglia dello Hvidovre.

#### Nazionale
Skouboe giocò 3 partite per la Danimarca under 21. Esordì il 24 ottobre 1973, schierato titolare nella sconfitta per 0-3 contro la Germania under 21. Totalizzò poi 6 presenze per la Nazionale maggiore. Esordì il 23 settembre 1973, nella vittoria per 1-0 contro la Norvegia.

### Allenatore
Nel 1982, ricoprì l'incarico di allenatore dello Skovbakken. Successivamente, mentre era in forza allo HB Tórshavn, ne fu anche allenatore. Sempre in terra faroese, nel 1983 guidò la Nazionale locale. Dal 1986 al 1989, ritiratosi, fu chiamato a guidare il GÍ Gøta. Dal 1990 al 1991, fu allenatore dei norvegesi del Larvik Turn.
Nel 1992, guidò lo Jerv. L'anno seguente fu invece al Fram Larvik. Nel 1994 tornò in Danimarca, al Viborg; l'anno seguente fu invece allo Hobro. Successivamente, fino al 2003, lasciò la panchina per un ruolo dirigenziale al Viborg. Nel 2003, tornò all'Aris Salonicco.
Dal 1º gennaio 2013, diventò allenatore del Valdres. Lasciò il club a fine stagione.

## Palmarès

### Giocatore

#### Club

##### Competizioni nazionali
- Campionato danese: 1

Hvidovre: 1973